# Авальська телевежа
Авальська телевежа (серб. Авалски торањ / Avalski toranj) — телевежа висотою 204,5 м, розташована на горі Авала в Сербії. 29 квітня 1999 року башту було зруйновано під час бомбардування силами НАТО. 21 грудня 2006 року почалася реконструкція вежі, церемонія офіційного відкриття відбулася 21 квітня 2010 року. На сьогодні вежа є найвищим об'єктом в Сербії і на Балканах.

## Галерея

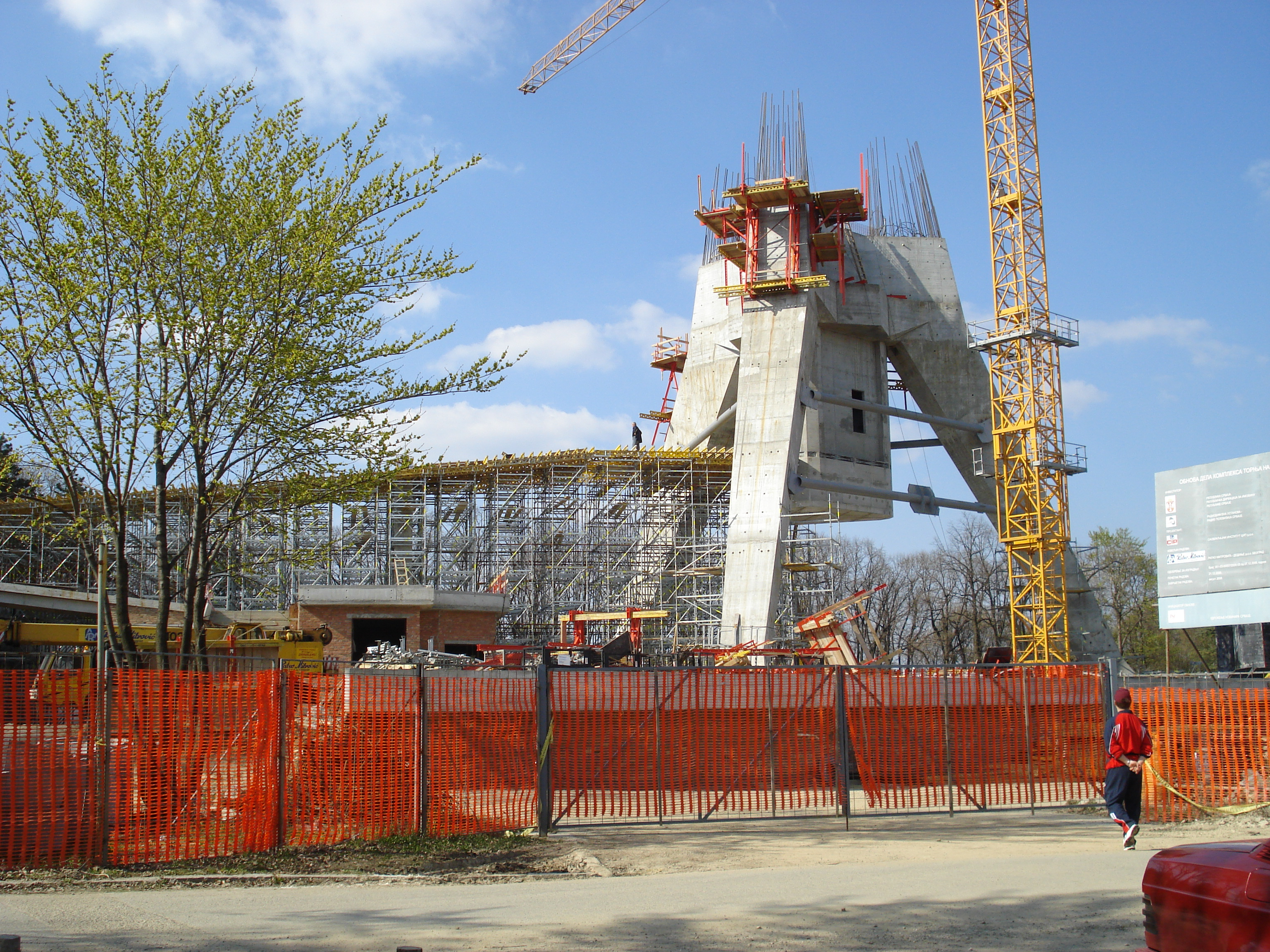
Березень, 2008
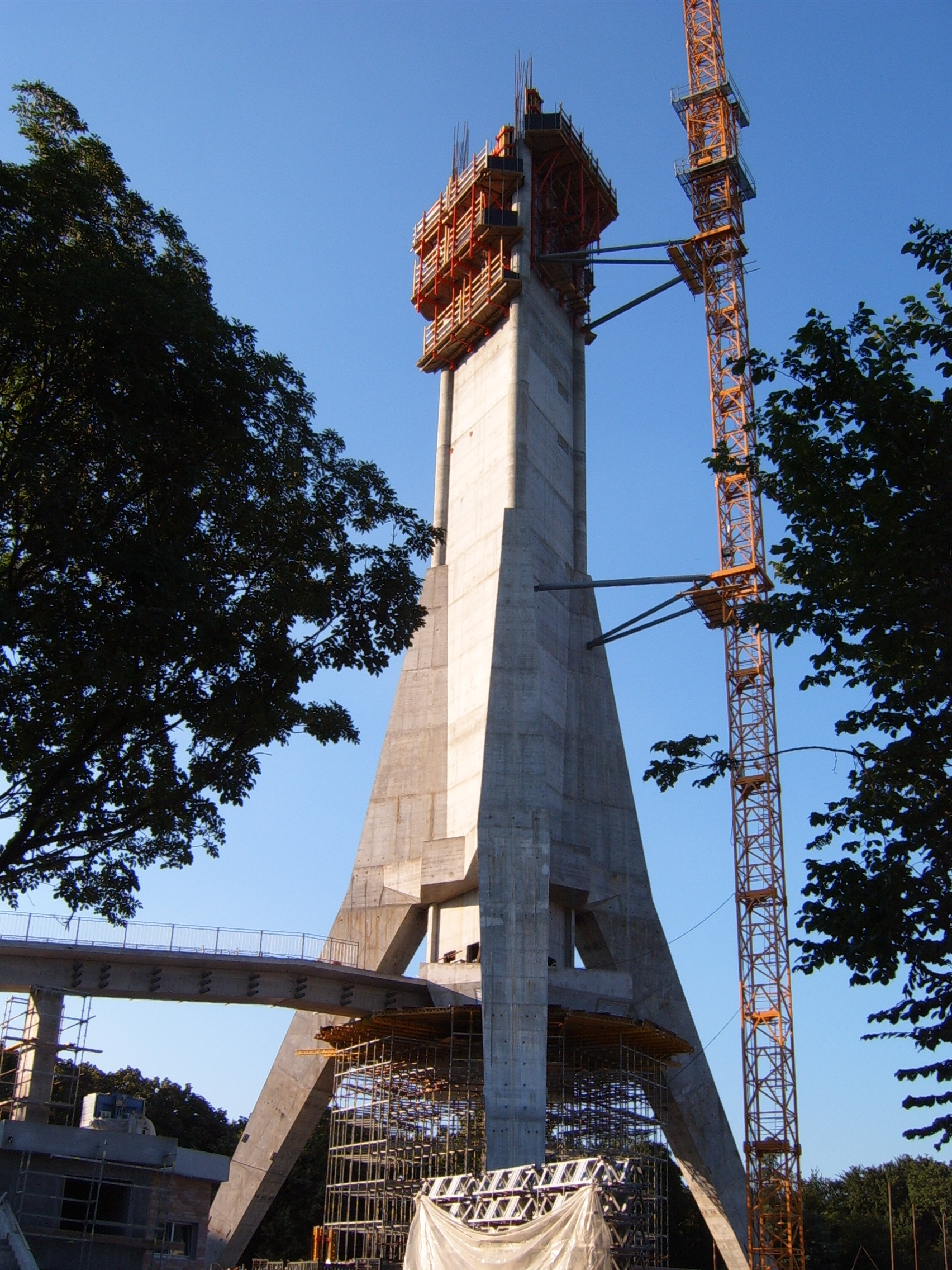
Липень, 2008
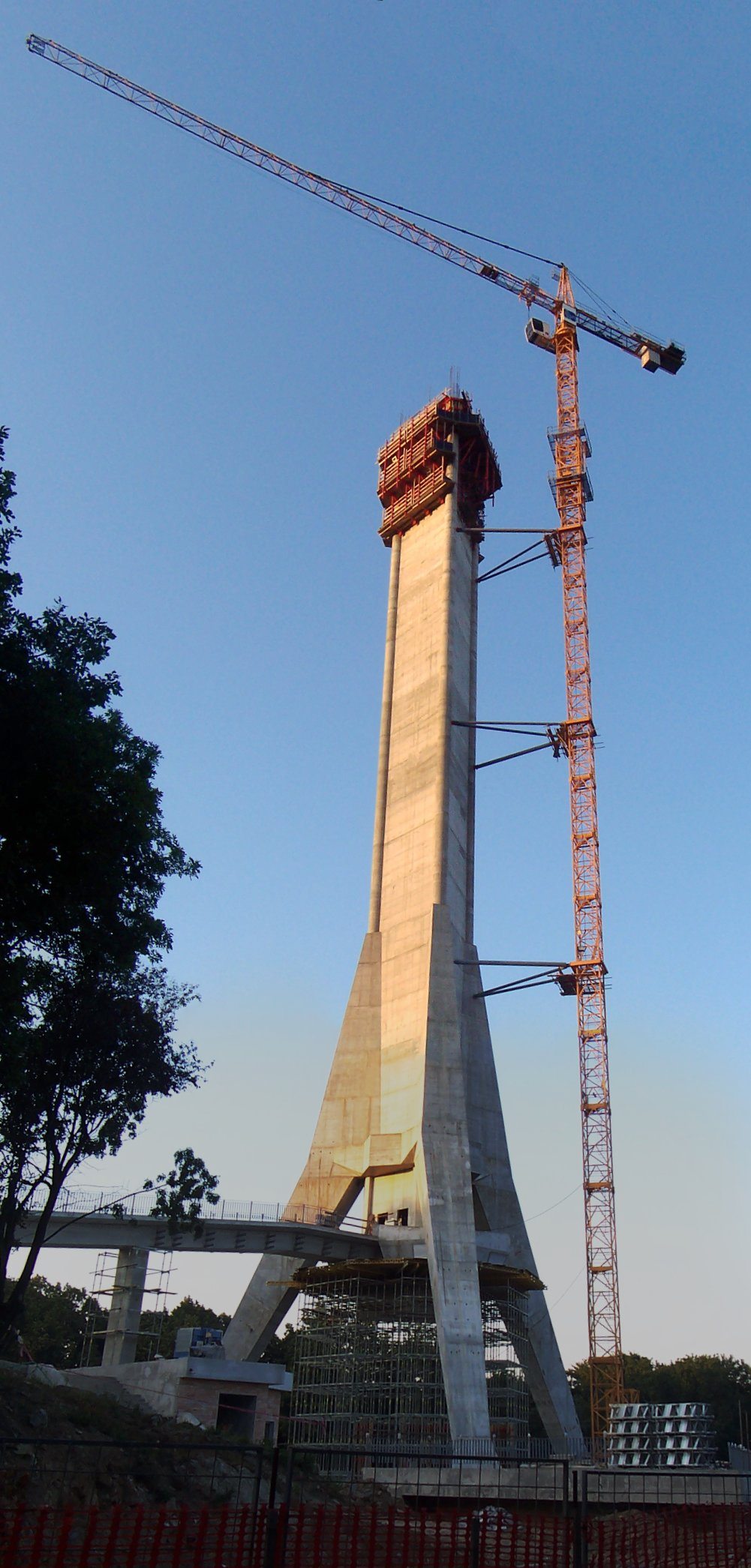
Серпень, 2008
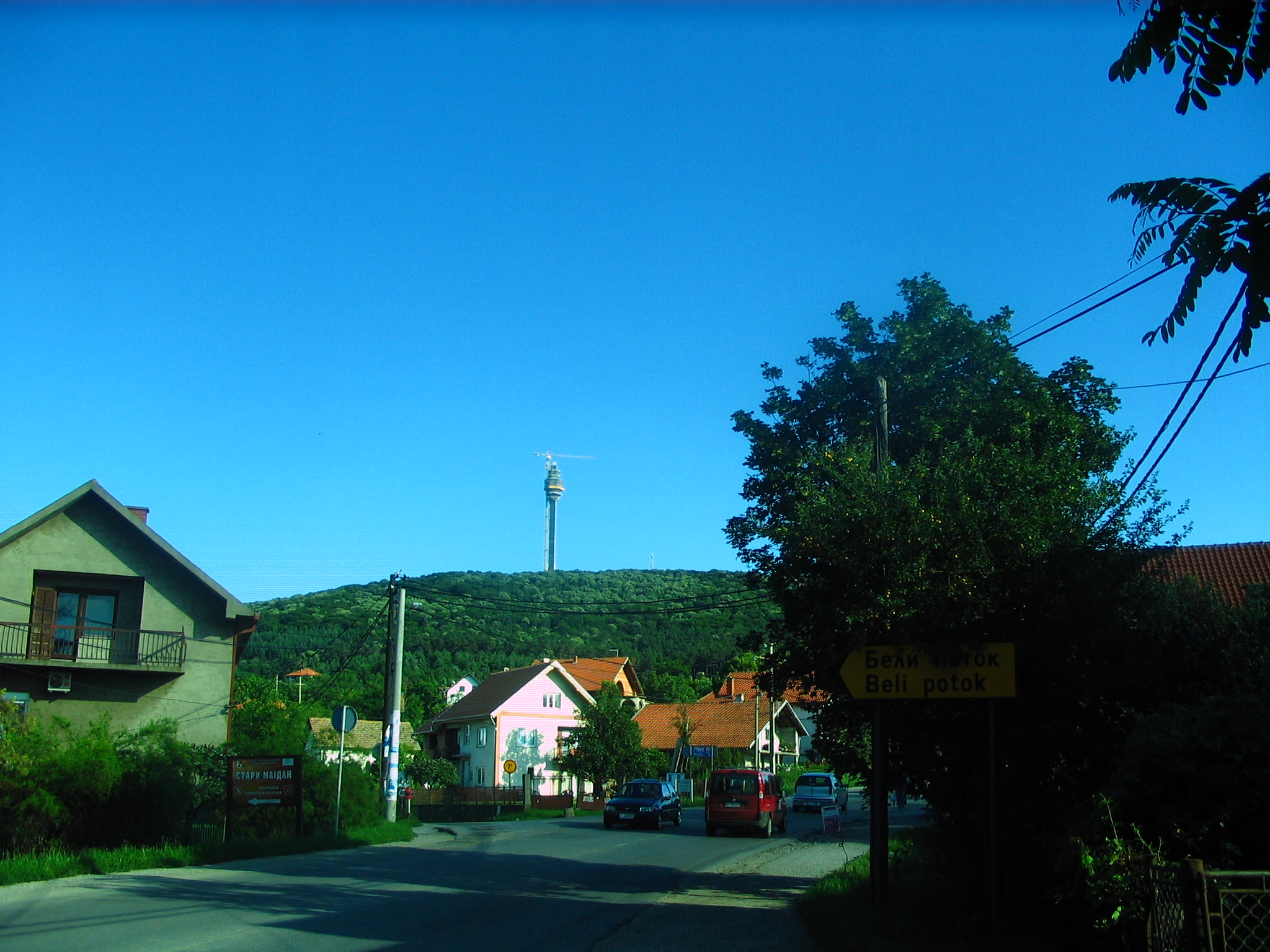
Липень, 2009
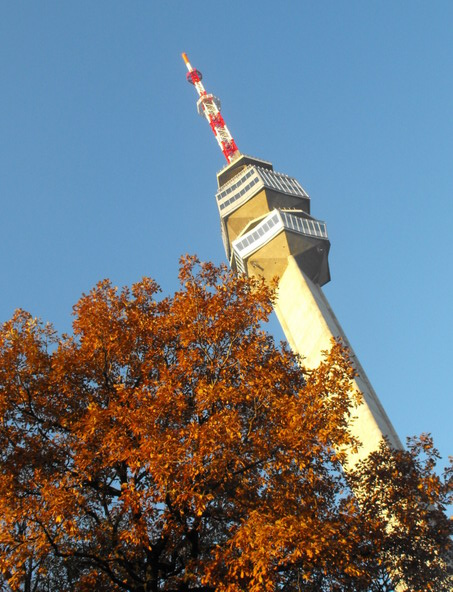
Лютий, 2010
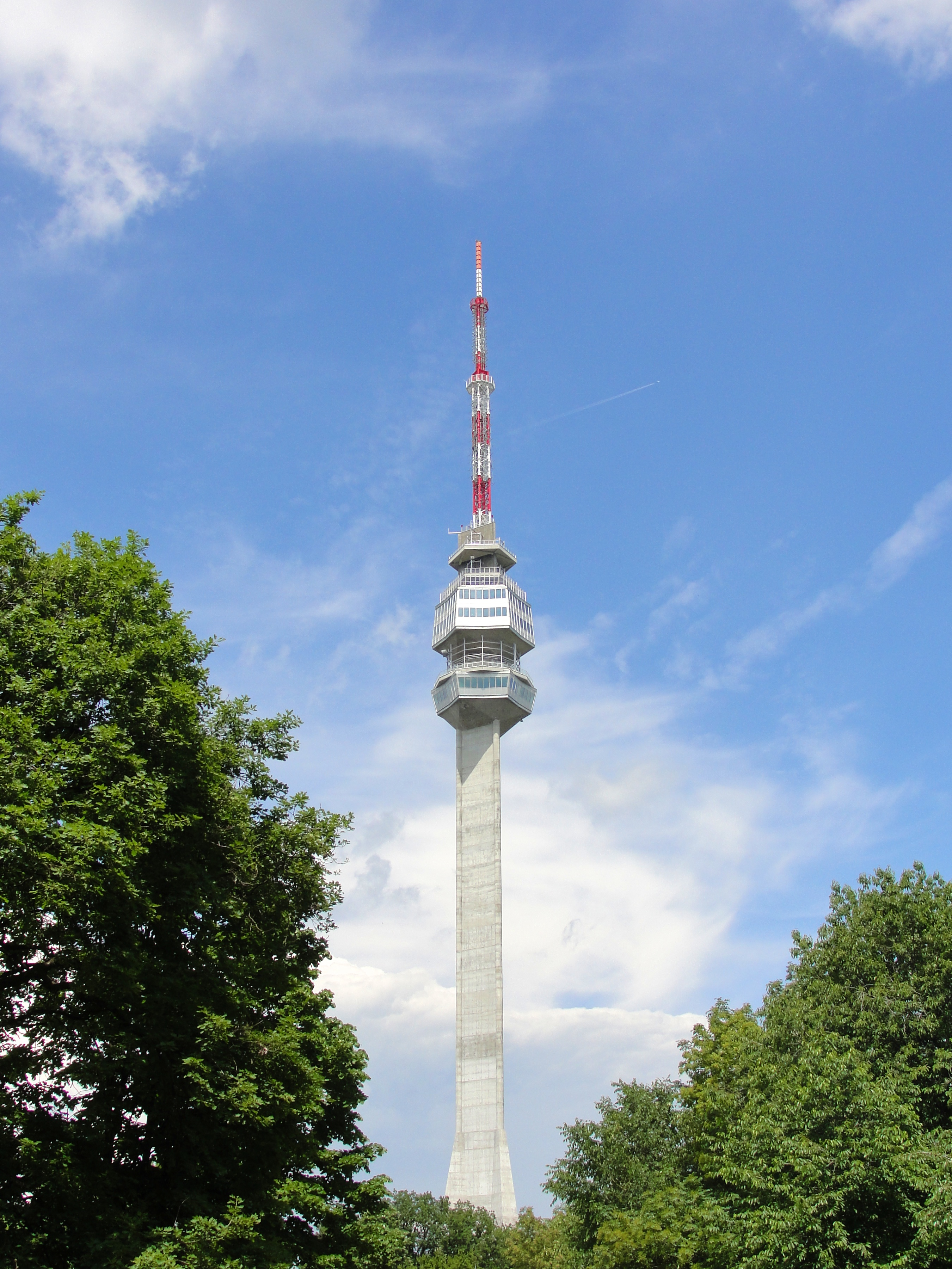
Відкриття, 2010
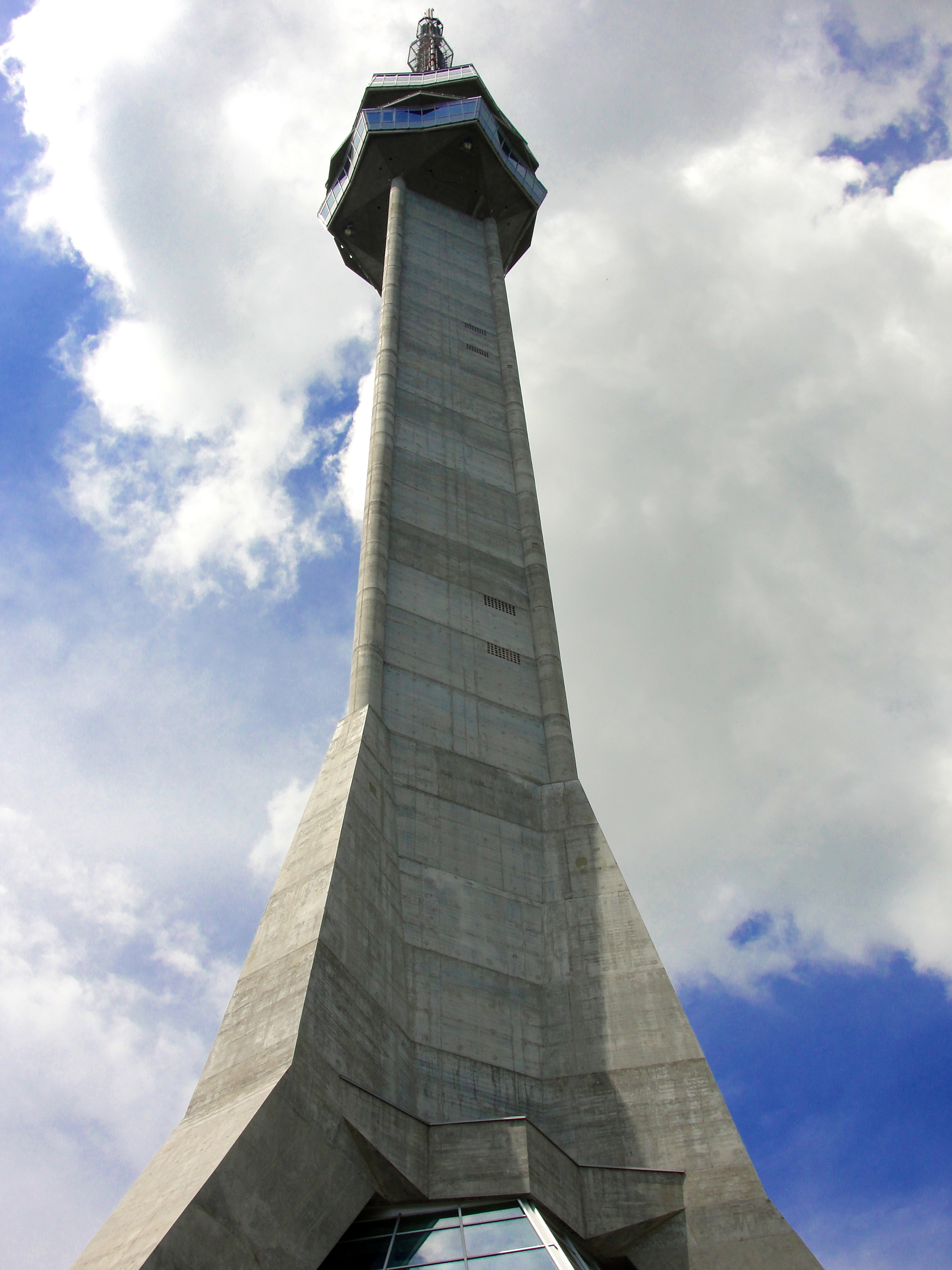
Червень, 2010